# Potentiel spontané
Un potentiel spontané (PS, voire SP pour l'anglais spontaneous potential ou self-potential) est une différence de potentiel présente spontanément (c-à-d. sans intervention humaine) entre deux points du sol.
Dus à la formation de doubles couches, souvent liées à des circulations d'eau, les potentiels spontanés sont mis à profit pour étudier les circulations souterraines ou la structure du sous-sol, lors de campagnes de prospection (dite « prospection PS ») dans lesquelles on utilise une électrode fixe servant de référence et une électrode mobile (ou un réseau d'électrodes fixes, quand on s'intéresse à une évolution temporelle).

## Histoire
Le phénomène et ses applications à la géologie ont été découverts en 1931 par Conrad Schlumberger, Marcel Schlumberger et E. G. Leonardo, lors de l'exploration de champs pétrolifères en Roumanie.